# Suzanne E. Smrekar
Suzanne E. Smrekar (...) è un'astronoma statunitense.
Ha ottenuto il baccellierato in geofisica e matematica all'Università Brown nel 1984 e il dottorato in geofisica all'Università metodista del sud nel 1990.
Ha fatto parte dei team di varie missioni della NASA dedicate all'esplorazione dei pianeti del sistema solare come la Mars Reconnaissance Orbiter (MRO) e la Magellano. Si è occupata di GEMS, uno strumento della missione InSight lanciata nel 2018.
Il Minor Planet Center le accredita la scoperta dell'asteroide 6819 McGarvey effettuata il 14 giugno 1983.

## Riconoscimenti
Nel 2012 le è stata assegnata la NASA Exceptional Scientific Achievement Medal.